# Głogusz Kije
Głogusz Kije – zamknięta stacja kolejowa w Kijach na linii kolejowej nr 384 Sulechów – Świebodzin, w województwie lubuskim w Polsce.